# نوروزآباد (شاهین‌دژ)
نوروزآباد (شاهین‌دژ)، روستایی از توابع بخش مرکزی شهرستان شاهین‌دژ در استان آذربایجان غربی ایران است.

## جمعیت
این روستا در دهستان محمودآباد قرار دارد و براساس سرشماری مرکز آمار ایران در سال ۱۳۸۵، جمعیت آن ۲۸۶ نفر (۶۸ خانوار) بوده‌است. زبان اکثر مردم روستا کردی و با گویش سورانی است. روستای نوروزآباد دارای دو تپۀ تاریخی به نام‌های تپه دریژ (تپه دراز) و شیطان تختی است. همچنین رودخانۀ زرینه‌رود نیز از این روستا عبور کرده و برای مصارف کشاورزی از آن استفاده می‌شود. هر چند که یک آبراهۀ فرعی نیز از رودخانۀ زرینه‌رود با نام محلی «جوگا» از روستا عبور می‌کند.